# Furfurylmerkaptan
Furfurylmerkaptan, systematický název (furan-2-yl)methanthiol, je organická sloučenina obsahující molekulu furanu, na níž je navázána sulfanylmethylová skupina. V čisté formě je to čirá kapalina, ovšem delším stáním mění barvu na žlutou. Má hořkou chuť a silnou vůni pražené kávy, u níž je hlavní součástí aromatu.